# John LaMotta
John LaMotta (Nueva York, 8 de enero de 1939-Los Ángeles, 29 de enero de 2014) fue un actor estadounidense, de origen italiano, conocido por hacer el papel de Trevor Ochmonek en la serie de televisión ALF de 1986 a 1990.
También apareció en series como Growing Pains y La niñera.

## Filmografía
- Rats: A Sin City Yarn (2004) (Voz)
- Motel Blue (1999)
- Five Aces (1999)
- The Godson (1998)
- Lookin' Italian (1998)
- Sweet Temptation (1996)
- Cagney & Lacey: Together Again (1995)
- Pet Shop (1995)
- Vampire in Brooklyn (1995)
- Fatal Choice (1995)
- The Scout (1994)
- In This Corner (1994)
- Gypsy (1993)
- Bloodfist IV: Die Trying (1992)
- Sinatra (1992)
- We're Talking Serious Money (1992)
- Birch Street Gym (1991)
- Why Me? (1990)
- Perry Mason: The Case of the Lethal Lesson (1989)
- ALF (1986)
- Running Scared (1986)
- American Ninja (1985)
- Stingray (1985)
- Breakin' 2: Electric Boogaloo (1984)
- Ninja III: The Domination (1984)
- Revenge of the Ninja (1983)
- One More Chance (1983)
- The Gift of Love (1978)
- 2076 Olympiad (1977)
- Mean Johnny Barrows (1976)
- A Place Called Today (1972)